# Saint-Firmin-des-Bois
Saint-Firmin-des-Bois è un comune francese di 484 abitanti situato nel dipartimento del Loiret nella regione del Centro-Valle della Loira.

## Società

### Evoluzione demografica
Abitanti censiti